# Brabantsche Buurtspoorwegen en Autodiensten

Logo BBA

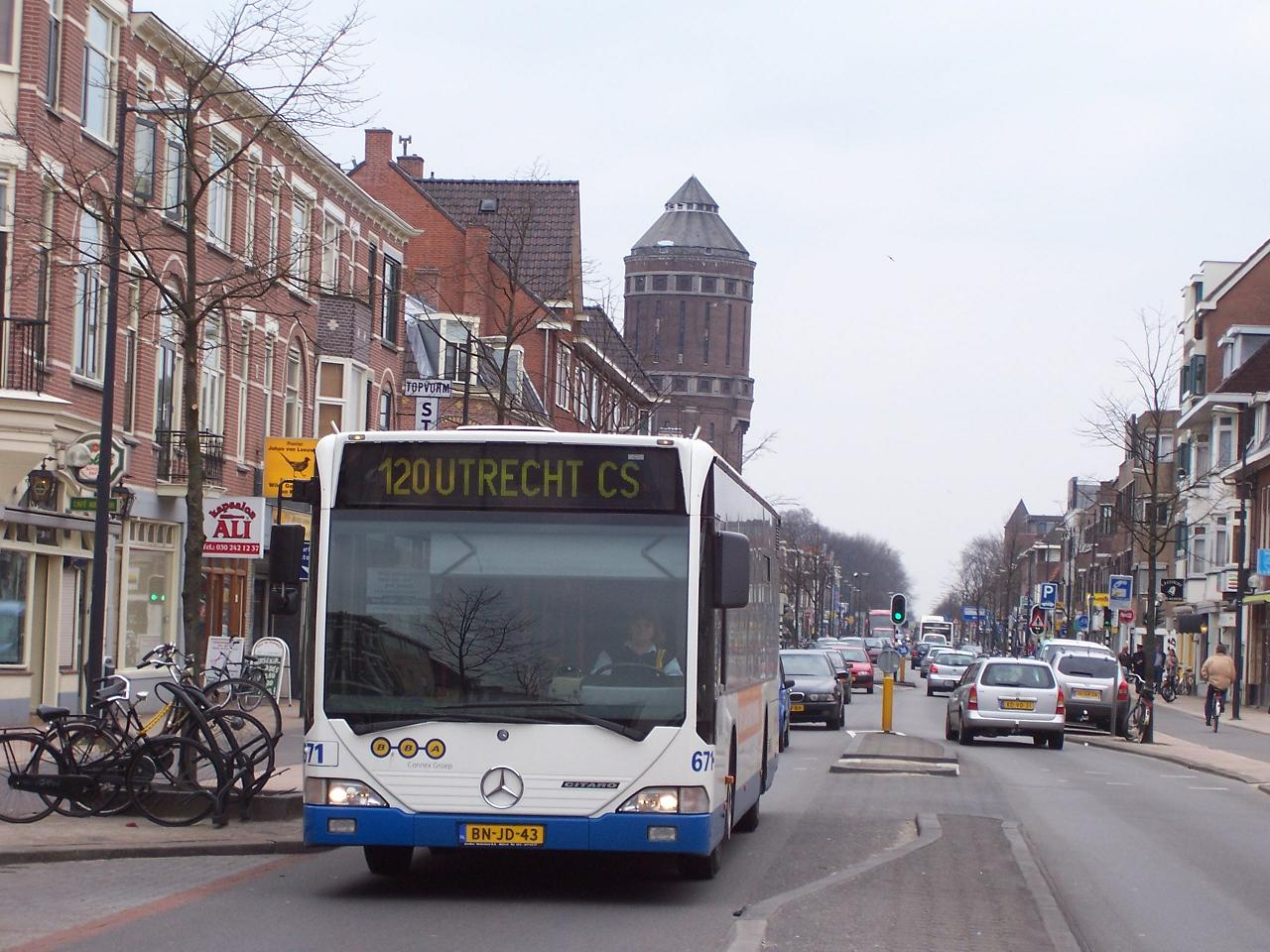
Ehemaliger BBA-Mercedes-Benz-Citaro-Bus in Utrecht

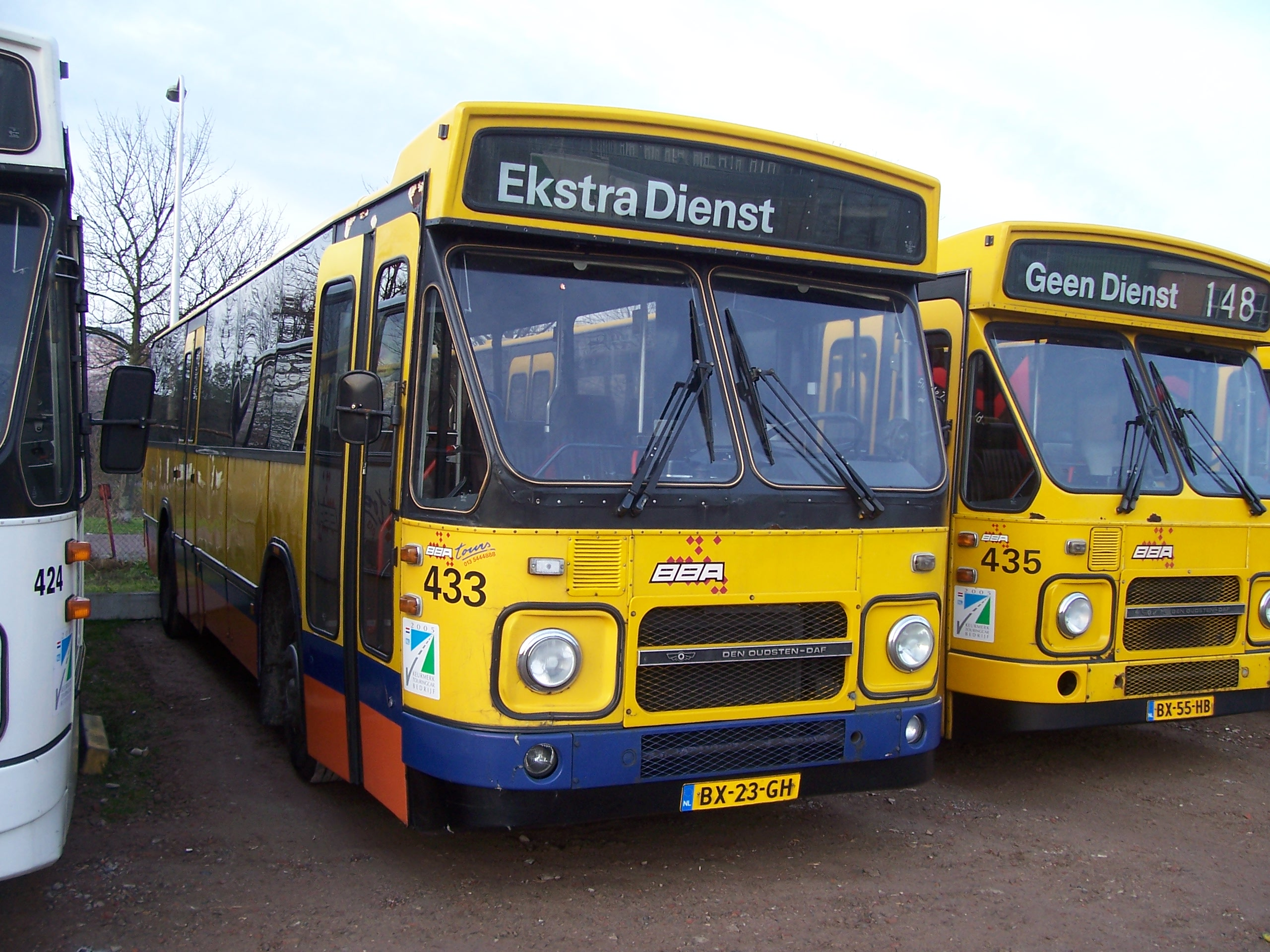
Ehemaliger BBA-DAF/Den-Oudsten-Bus („Standaardstreekbus“)

Brabantsche Buurtspoorwegen en Autodiensten (BBA) ist eine ehemalige Betreiberin von Stadt- und Überlandbussen in der Provinz Noord-Brabant in den Niederlanden. Die Gesellschaft gehörte zur Veolia Transport.

## Geschichte
Ab den 1880er Jahren wurden in der Provinz Noord-Brabant diverse Dampfstraßenbahnen und Buslinien von verschiedenen Verkehrsunternehmen etabliert. Die Verkehrsunternehmungen Stoomtramweg-Maatschappij Antwerpen – Bergen op Zoom – Tholen, Zuid-Nederlandsche Stoomtramweg-Maatschappij, Zuider Stoomtramweg-Maatschappij, Hollandsche Buurtspoorwegen, Tramweg-Maatschappij „De Meijerij“ und Stoomtramweg ’s-Hertogenbosch – Helmond – Veghel – Oss fusionierten im Jahr 1934 zu einem neuen Unternehmen, Brabantse Buurtspoorwegen en Autodiensten, kurz BBA. Damals gehörten mit Dampf und Diesel betriebene Straßenbahnlinien – jeweils in der Kapspurbreite – dazu. Der Straßenbahnverkehr wurde 1939 eingestellt und der Schienengüterverkehr durch Lastwagen ersetzt. In der Zeit des Zweiten Weltkrieges besaß die BBA für fast alle Buslinien in der Provinz die amtliche Konzession, bekam aber eine weitgehende materielle Zerstörung zu spüren. Nach dem Krieg wurde der Wiederaufbau getätigt.
1978 einigte sich BBA mit dem Unternehmen Zuidooster, welche beide Linien im Nordosten und in der Mitte von Noord-Brabant unterhielten. Die Buslinie Eindhoven-Veghel-Uden-Oss wurde zur Grenze der Verkehrsgebiete, die Linie selbst ging an BBA. Beide Unternehmen gaben ihre Linien im Gebiet des anderen ab. BBA verkehrte seitdem im Westen und der Mitte der Provinz (westlich der Linie Eindhoven-Oss). BBA trat später der Busholding VSN-Groep bei. Ab dem 1. Januar 1987 wurden die Linien und Busse des Verkehrsunternehmens EMA übernommen, das dadurch als Verkehrsbetrieb aufhörte zu existieren. Das Gebiet der BBA erweiterte sich um die Region De Kempen südlich in der Region Eindhoven. Zuidooster erbrachte den Stadtverkehr in Eindhoven und den Überlandverkehr im Norden der Region. 1998 trat BBA aus der Holding aus. Die Anteile gingen an die Provinz Noord-Brabant, dem neuen Unternehmen Connexxion (eine Fusion aus einigen Unternehmen in der VSN-Groep) und einige Gemeinden in Noord-Brabant. 2001 wurden alle Anteile verkauft an das französische Connex (Teil von Vivendi Environnement). Fortan wurde BBA als Handelsname gebraucht, da Connex sich mit dem Namen BBA außerhalb von Noord-Brabant zu erweitern versuchte. Konzessionen in Utrecht und in der Veluwe in Gelderland gingen an BBA. Ab dem 25. August 2002 ging auch die Konzession Nordostbrabant von Hermes (dem Nachfolger von Zuidooster) an BBA. Dadurch verkehrte BBA von nun an fast vollständig in Noord-Brabant, nur der Stadtverkehr Eindhoven und der Überlandverkehr in der Region De Peel waren noch bei Hermes. Zwischen Vlissingen und Breskens gewann Connex die Konzession für einen Fährdienst und gebrauchte dafür den Namen BBA Fast Ferries.
2006 änderte Vivendi Environnement ihren Namen in Veolia Environnement. Man beschloss, die Tochter Connex in Veolia Transport umzubenennen. Die niederländische Sparte wurde in Veolia Transport Nederland umbenannt. Veolia schrieb sich mit diesem Namen ein für neue Konzessionen. Die Marke BBA würde man für die neue Konzession nicht mehr gebrauchen. In den alten Gebieten blieb der Name. Ab dem 1. Januar 2007 gewann Veolia Transport Nederland die Konzession für den Westen und die Mitte von Noord-Brabant. Im Osten ging die Konzession an Arriva. Damit verschwand der Name BBA zum größten Teil. 2007 wurde auch der Name BBA Fast Ferries in Veolia Fast Ferries geändert. Zum 8. September 2007 wurde der Name BBA in der Veluwe in Veolia Transport geändert. Nur in de Konzessionen Utrecht und in De Kempen der Plusregio Samenwerkingsverband Regio Eindhoven blieb der Name BBA, da diese Konzessionen nur noch eine kurze Laufzeit hatten. Zum 14. Dezember 2008 verschwand der Name BBA schließlich ganz, als diese Konzessionen an andere Verkehrsunternehmen gingen.
Seit 2001 setzte die BBA vor allem auf Linienbusse der Bauart Mercedes-Benz Citaro für den Überlandverkehr.